# Понинский, Адам (генерал)
Князь Адам Понинский (1758/1759—1816) — военный и государственный деятель Речи Посполитой, кавалер ордена за воинскую доблесть Virtuti Militari, участник русско-польской войны 1792 года и восстания Костюшко 1794 года.

## Биография
Происходил из шляхетского рода Понинских герба Лодзя. Старший сын подскарбия великого коронного и сеймового маршалка князя Адама Понинского от брака с княгиней Жозефой Любомирской.
Адам Понинский начал военную службу в первой малопольской бригаде народной кавалерии. В чине ротмистра участвовал в 1792 году в русско-польской войне. За военные заслуги Адам Понинский получил орден за воинскую доблесть Virtuti Militari. 18 августа получил чин майора. После победы русских войск и Тарговицкой конфедерации подал в отставку и уволился с военной службы.
В 1793 году Адам Понинский был избран послом на гродненский сейм, который признал Второй раздел Речи Посполитой.
В марте 1794 года князь Адам Понинский поддержал польское восстание под руководством генерал-лейтенанта Тадеуша Костюшко. 4 апреля 1794 года участвовал в битве под Рацлавицами, где отличился и получил ранение. Сформировал и возглавил пехотный полк.
21 апреля 1794 года получил от Тадеуша Костюшко чин генерал-майора, был назначен командующим седьмой дивизии и действовал в Люблинщине. 6 июня 1794 года отличился в битве под Щекоцинами, а затем во время первой обороны Варшавы. За переговоры с австрийцами Адам Понинский получил от Тадеуша Костюшко строгий выговор. 10 октября 1794 года участвовал в битве под Мацеёвицами. Адам Понинский командовал дивизией (3500 чел.), с которой должен во время сражения был напасть на русскую армию с тыла. Однако Тадеуш Костюшко потерпел полное поражение и не дождался удара Понинского в тыл противника. Был обвинен в поражении польской армии и пленении Костюшко. Уехал из Польши и проживал при дворе Станислава Потоцкого в Тульчине. Позднее был реабилитирован историками.